# Vera Panova
Vera Fyodorovna Panova, in russo Вера Фёдоровна Панова? (Rostov sul Don, 20 marzo 1905 – Leningrado, 3 marzo 1973), è stata una scrittrice russa nata nell'Oblast' di Rostov da una famiglia di mercanti impoveriti.

## Biografia
Perse il padre, suicidatosi gettandosi nel Don, quando aveva solo cinque anni; la scomparsa del genitore rese più grave la già delicata situazione economica familiare: la Panova dovette, infatti, interrompere gli studi nel 1917 - anno della Rivoluzione di Ottobre. Appena diciassettenne, dovette trovarsi un lavoro per poter vivere decorosamente; trovò un impiego come giornalista presso il Trudovoy Don, un quotidiano di bassa tiratura della propria città natale; usava firmarsi V. Staroselskaya, usando il nome del primo marito, o Vera Veltman. Prese a scrivere racconti a partire dal 1933, senza però riscontrare grande successo.
Dopo il fallimento del primo matrimonio, si unì in seconde nozze con il giornalista del Komsomolskaya Pravda Boris Vakhtin, dal quale ebbe un figlio, chiamato Boris anch'esso, nel 1930. Questi, tuttavia, fu arrestato nel 1935 e costretto nel campo di concentramento delle isole Soloveckie; sappiamo che lì si spense, ma nei documenti non è riportata la data esatta della morte, avvenuta sicuramente verso la fine degli anni trenta. Ebbe modo di incontrare una sola volta il marito; da questa triste vicenda prese spunto per una storia intitolata Svidanie. Temendo le Grandi purghe di Stalin, si risolse a riparare in un villaggio dell'Oblast' di Poltava, in Ucraina, chiamato Shishaki. Anche da questa vicenda seppe trarre spunti per altre due opere, Ivan Kosogor (1939) e Nella vecchia Mosca (1940).
Nel 1940 si trasferì a Leningrado (San Pietroburgo); fu per lei l'ennesima sciagura: l'8 settembre 1941 l'esercito tedesco, comandato dal generale Wilhelm Ritter von Leeb, appena entrato nell'URSS prese d'assedio Leningrado. La città fu liberata solo nel 1944. La Panova e il suo terzo marito erano stati costretti in un campo di concentramento situato nei pressi di Pskov; tuttavia, riuscirono a scappare e a rifugiarsi a Narva (oggi Estonia), dove vissero illegalmente in una sinagoga bombardata dai nazisti. Poi tornò in Ucraina, approfittando del ritiro delle truppe tedesche dal fronte. Quando ormai la Germania nazista era ridotta a difendere i propri confini dagli attacchi dell'Armata Rossa, si trasferì nuovamente, questa volta a Molotov, nei pressi dei Monti Urali, dove riprese a lavorare come giornalista e pubblicò La famiglia di Pirozhkovs, il suo primo romanzo.
La guerra, però, non era ancora finita. La Panova fu, infatti, incaricata di seguire un treno ospedale per due mesi e di scrivere articoli dal fronte. Nel 1946, ripensando a questa esperienza, scrisse il suo secondo romanzo, Sputniki, premiato col Premio Stalin. Nello stesso anno fece ritorno a Leningrado. Nel 1947 fu nuovamente insignita del prestigioso premio grazie ad un altro romanzo, Kruzhilikha, nel quale narrava le storie di alcuni operai impiegati presso fabbriche costruite ai piedi degli Urali. Vinse il premio ancora nel 1949, questa volta con Yasny Bereg, romanzo ambientato in un kolchoz. Scrisse poi Vremena Goda (1953), Seryozha (1955) e Romanzo sentimentale, una sua parziale autobiografia (1958).
Gli anni cinquanta furono per lei "gli anni d'oro della produzione letteraria". Infatti, a partire dagli anni sessanta si dedicò sempre di meno alla letteratura, scrivendo di tanto in tanto racconti e scenografie, senza neanche tanto successo. Prestò la propria attenzione ai giovani autori emergenti, molti dei quali lei stessa aiutò a raggiungere la fama (si pensi a Kazakov, Dovlatov, Konetzky, Bitov, Golyavkin...), sino al giorno della sua morte, il 3 marzo 1973. Oggi riposa accanto alla poetessa Anna Andreevna Achmatova, sua contemporanea. Suo figlio Boris, spentosi nel 1981, è stato anch'esso scrittore, come la madre, e dissidente del regime, come il padre.